# 幣舞橋
幣舞橋是位於日本北海道釧路市跨越釧路川的橋梁，位於市區釧路車站前的主要道路北大通上，也是釧路川最下游的橋梁。橋南側的「幣舞圓環」則是釧路國道（國道38號）的終點和根室國道（國道44號）的起點。
「幣舞」的名稱來自本地的阿伊努語舊地名「nusa-oma-i」，意思是祭祀神的地方。。

## 基本資料
|          | 第四代幣舞橋（建於1928年） | 第五代幣舞橋（建於1976年） |
| -------- | -------------------------- | -------------------------- |
| 橋梁長度 | 118.2m                     | 124.0m                     |
| 跨距     | 22.59+3@23.16+22.56        | 34.5m+54.0m+34.5m          |
| 道面寬度 | 18.3m（4車線+歩道）        | 33.8m（6車線+歩道）        |
| 橋梁類型 | 箱樑橋                     | 3徑間連續鋼床版箱樑橋      |
| 鋼材總重 | 882噸                      | 1,323噸                    |

## 歴史
現在幣舞橋的位置最早在1889年曾建了一座名為「愛北橋」的木橋，為來自名古屋的公司「愛北物產」所興建，長度207公尺，路面寬3.6公尺，在當時是北海道最長的木橋；由於是私人興建，當時要通過橋梁需要收費。
1898年愛北橋損毀，在1900年由政府在此興建了新的木橋，長度203公尺，路面寬4.2公尺，新的橋梁以釧路川南岸的地名「幣舞」來命名為「幣舞橋」；但是由於釧路川中有上游漂下來的浮木，且冬季河水結冰後飄下來的浮冰，橋梁在1909年損壞。
1909年立刻又重建了新的木橋，長度仍然是全長203公尺，寬度略為增加為4.5公尺，但是僅支撐六年，在1915年再度因為流木和流冰的衝擊而損壞。
重建的木橋也立刻在1915年完成，長度201公尺，寬度增加為7.2公尺；但由於先前多次的損壞，同時也開始討論應興建一座不用擔心被流木和流冰衝擊的永久性橋梁。
採用鋼筋混凝土興建的橋梁於1924年開始興建，1928年完工並啟用，為北海道第一個採用鋼筋混凝土建的橋梁，全長113公尺，寬度18.3公尺，為雙向四車道並規劃了人行道。由於採用歐式的拱型設計，並在橋梁兩側立了四個大理石柱，讓橋樑的外型受到好評，當時和札幌市的豐平橋、旭川市的旭橋被並列為「北海道三大名橋」。
由於橋梁老化且車道數不足影響交通，1976年開始再次進行改建，改建後車道增加為雙向共六線，同時加入了四件雕刻作品「道東四季之像」。

### 年表
- 1889年：由愛北物産興建的收費橋梁「愛北橋」完成。
- 1898年：愛北橋損毀。
- 1900年12月：由政府興建的第一代「幣舞橋」（木橋）完成。
- 1909年：幣舞橋損毀，同年第二代「幣舞橋」（木橋）完成。
- 1915年：第二代幣舞橋損毀，同年第三代「幣舞橋」（木橋）完成。
- 1924年：第四代橋梁新建工程開始。
- 1928年11月3日：第四代「幣舞橋」（鋼筋混凝土）完成。
- 1975年7月1日：為橋梁新建工程，啟用替代用臨時橋。[5]。
- 1976年11月26日：現在的第五代「幣舞橋」完成。
- 1977年5月3日：「道東四季之像」完成並揭幕。[6][7]。

## 道東四季之像
橋上的四件雕刻作品「道東四季之像」分別表現出春夏秋冬，為市民發起並集資完成的作品。。
- 春之像 作者：舟越保武　主題：「若葉が萌えいずる雪解けの季節」
- 夏之像 作者：佐藤忠良　主題：「さわやかな風を受けて羽ばたく若々しさ」
- 秋之像 作者：柳原義達（日语：柳原義達）　主題：「迫りくる厳しい冬に立ち向かう精神と緊張感」
- 冬之像 作者：本鄉新（日语：本郷新）　主題：「寒さと冬をはねのけて春を待ち望む心」

## 周邊

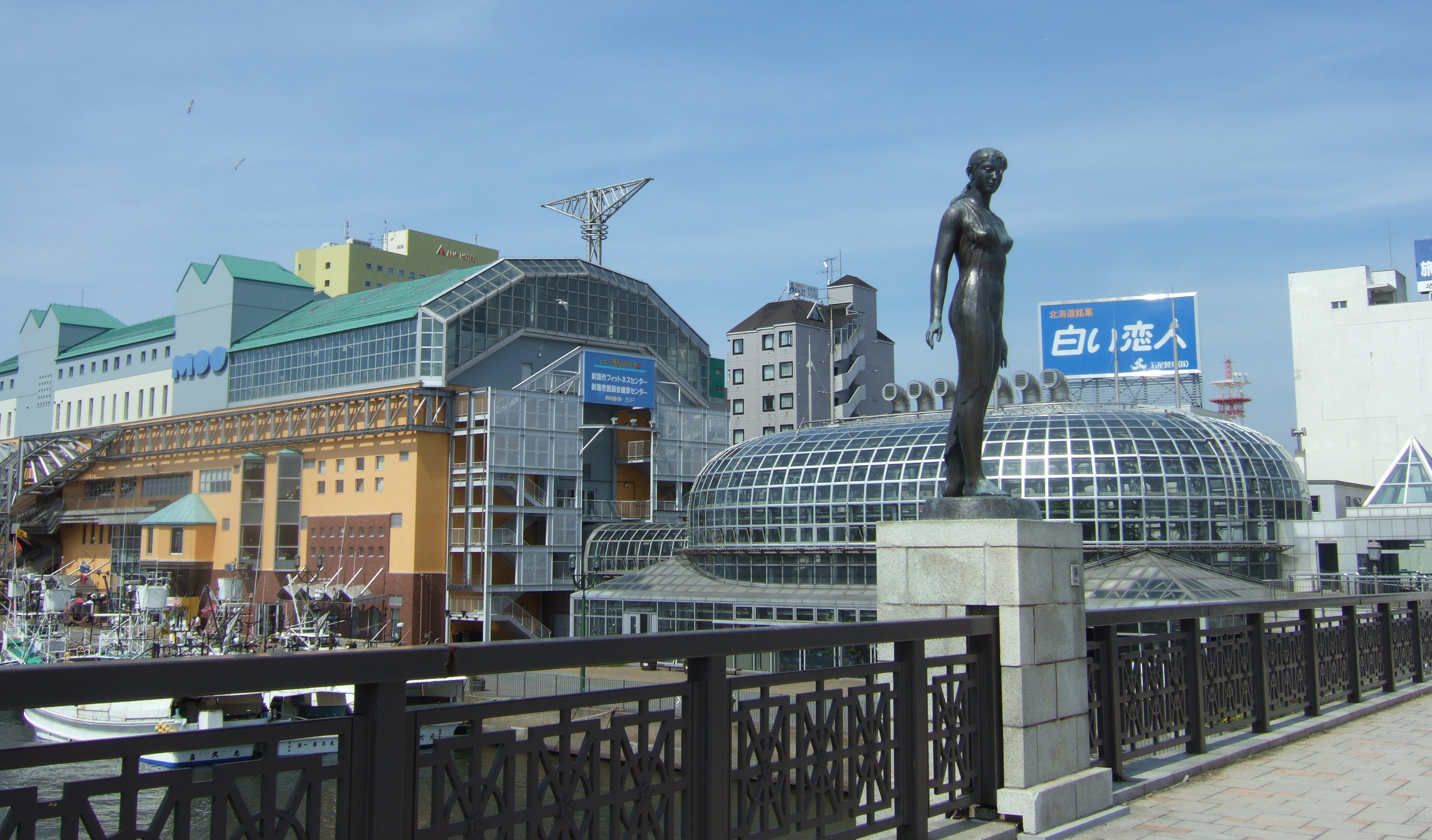
從幣舞橋上看到的釧路漁人碼頭MOO

位處釧路市的臨海區，西北側為釧路漁人碼頭MOO，南側為幣舞圓環，與北海道道25號釧路港線和北海道道113號釧路環狀線相接，圓環南側也是進入幣舞公園的入口，公園內可以俯瞰幣舞橋和釧路港。

## 曾在此拍攝的作品
電視劇《挽歌》
電影《花水木》
電影《我们的存在》
電影《起終點站》
山內惠介《釧路空港》MV

## 照片集

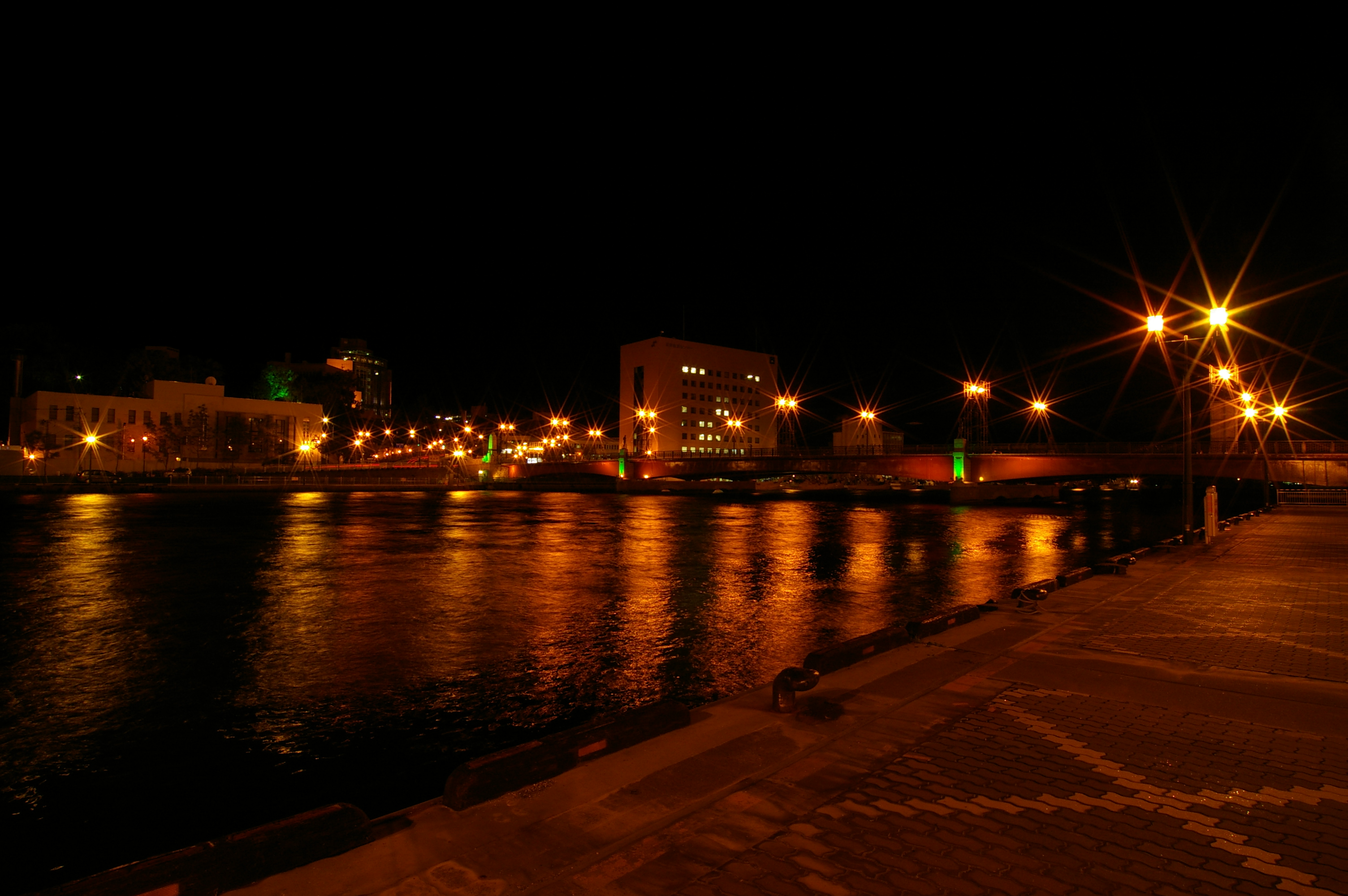
幣舞橋夜景（2007年9月）
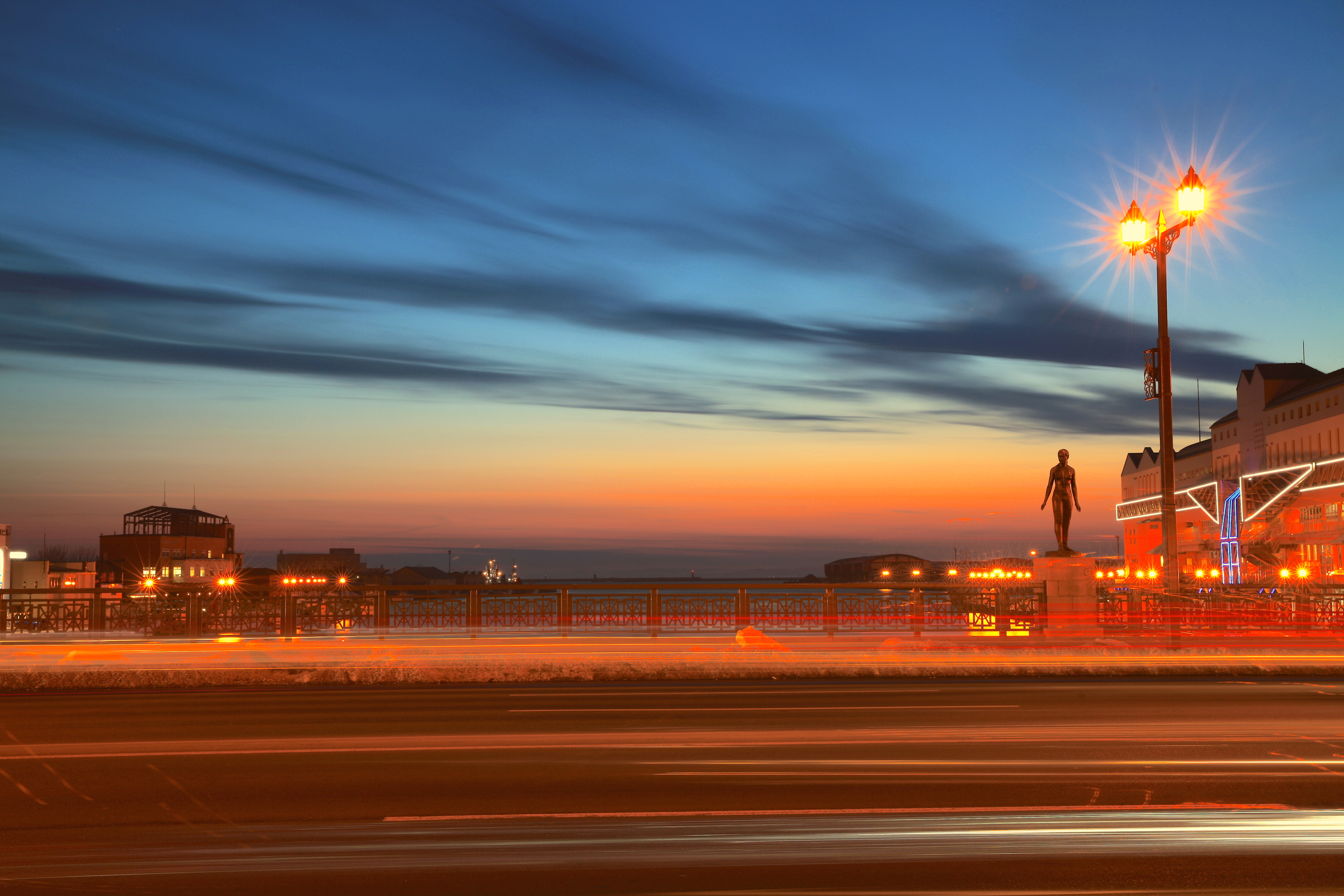
幣舞橋的夕陽（2014年3月）

## 外部連結
- （日語） 幣舞橋 （页面存档备份，存于） - 釧路、阿寒湖觀光官方網站